# Kominiarczyk amerykański
Kominiarczyk amerykański (Chaetura pelagica) – gatunek małego ptaka z rodziny jerzykowatych (Apodidae), zamieszkujący Amerykę Północną, a zimujący w Ameryce Południowej. Narażony na wyginięcie.

## Systematyka
Gatunek ten po raz pierwszy zgodnie z zasadami nazewnictwa binominalnego opisał w 1758 roku Karol Linneusz w 10. edycji Systema Naturae. Autor nadał gatunkowi nazwę Hirundo Pelagica, a jako miejsce występowania wskazał Amerykę; ponieważ Linneusz oparł swój opis o wcześniejszą publikację Marka Catesby’ego, uściślono, że miejscem typowym był stan Karolina Południowa.
Dawniej łączony w jeden gatunek z kominiarczykiem szarobrzuchym (C. vauxi) i jednobarwnym C. chapmani. Nie wyróżnia się podgatunków.

## Morfologia

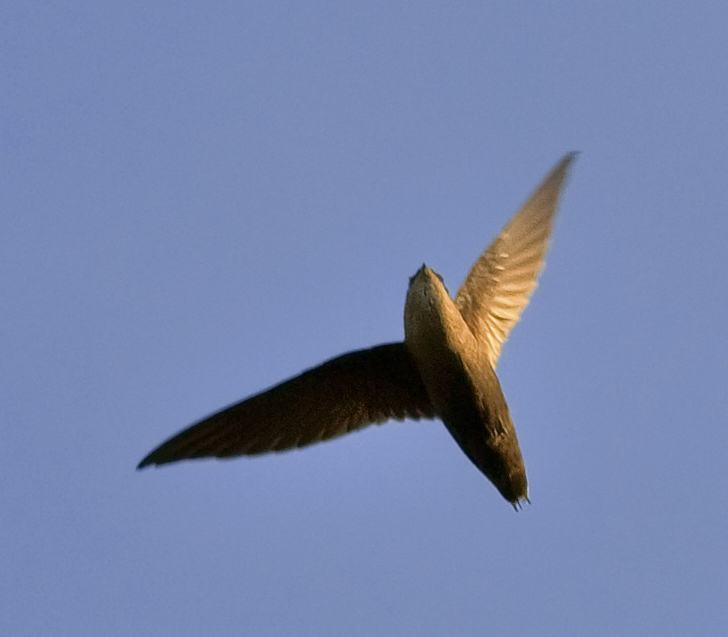
Kominiarczyk amerykański w locie

WyglądMały, brązowy, ciemniejszy wierzch ciała i skrzydła; jaśniejsze od spodu, najjaśniejsza barwa na gardle i górnej części piersi. Skrzydła wąskie, długie; ogon sztywny, krótki, po rozłożeniu zaokrąglony. Stosiny sterówek wystają poza końce chorągiewek, przypominają ości. Dziób krótki, bardzo szeroki.
Rozmiary
- długość ciała: 12–15 cm[9]
- rozpiętość skrzydeł 27–30 cm[9]
- masa ciała 17–30 g[9]

## Zasięg występowania
Na wschód od środkowej i południowo-środkowej części Ameryki Północnej (południowo-środkowa i południowo-wschodnia Kanada, środkowe i wschodnie USA). Zimuje w górnym basenie Amazonki i dalej na zachód po wybrzeża Pacyfiku; na południu po północne Chile.

## Ekologia i zachowanie

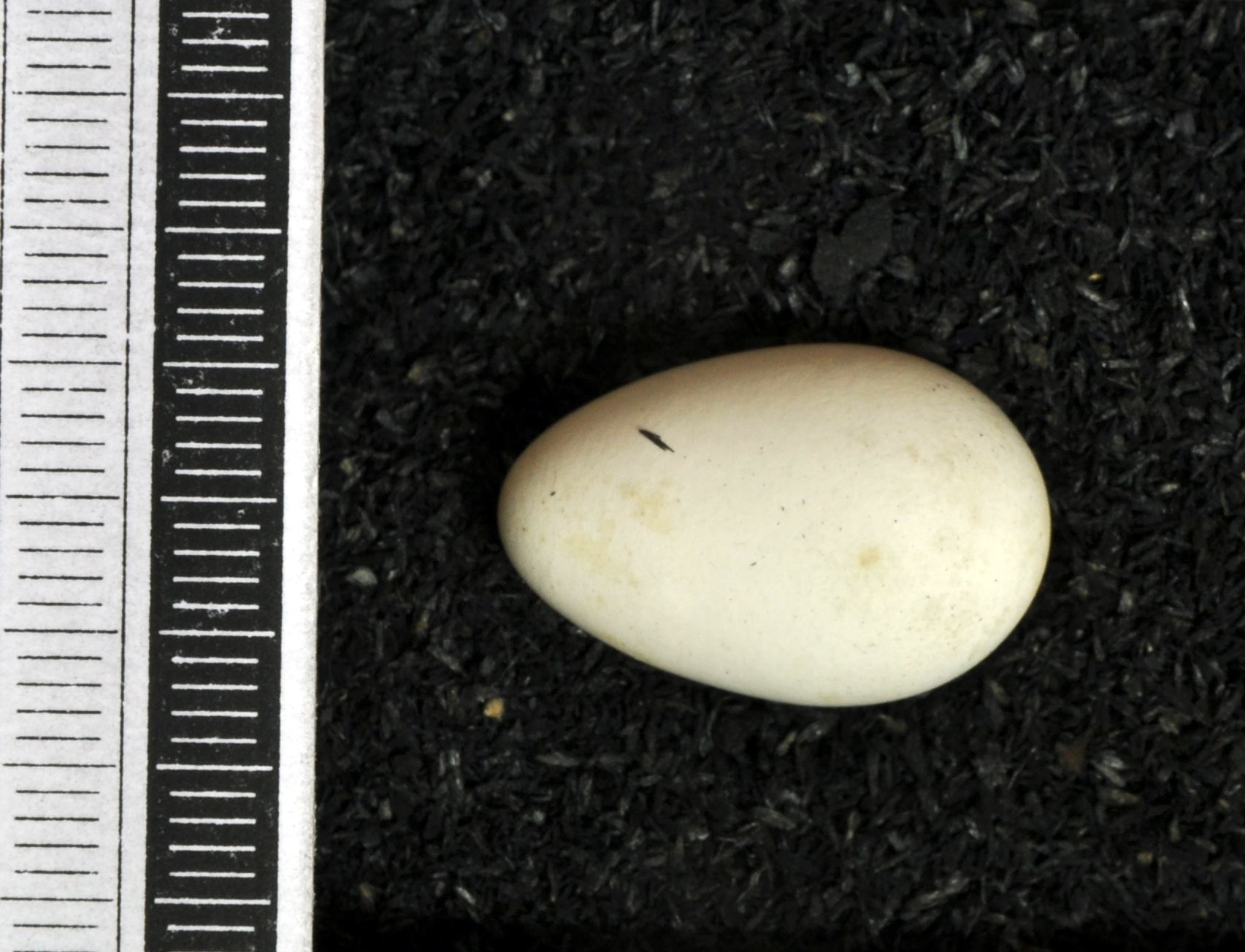
Jajo z kolekcji muzealnej

RozródBuduje małe gniazda, które zbudowane są ze źdźbeł zlepionych śliną, przyczepia je w kominach lub wypróchniałych drzewach. Jaja odnotowywano od maja do lipca. W lęgu 2–7 jaj.
ZachowanieLata szybko, płytko uderza skrzydłami, po czym leci lotem ślizgowym. Często lata w małych, krzykliwych grupach.
PożywienieŻywi się pająkami i owadami, głównie z rzędu muchówek i błonkoskrzydłych.

## Status
Międzynarodowa Unia Ochrony Przyrody (IUCN) od 2018 roku klasyfikuje kominiarczyka amerykańskiego jako gatunek narażony na wyginięcie (VU – Vulnerable). Wcześniej, od 2010 roku miał on status gatunku bliskiego zagrożenia (NT – Near Threatened), a jeszcze wcześniej – gatunku najmniejszej troski (LC – Least Concern). Choć gatunek ten jest nadal liczny (7,7 miliona dorosłych osobników według szacunków z 2016 roku), jego liczebność szybko spada w związku z utratą miejsc do gniazdowania.